# International Association of Students in Agricultural and Related Sciences
A International Association of Students in Agricultural and Related Sciences (IAAS) é uma organização internacional de estudantes da agricultura (e campos relacionados), sem fins lucrativos e não governamental, fundada em 1957 na Tunísia e com sede na cidade belga de Lovaina. Os comitês da IAAS estão presente em universidades de mais de 40 países, inclusive em Portugal.
É considerada uma das maiores organizações mundiais de estudantes e uma das mais importantes associações estudantils agrícolas.